# Klötze
Klötze är en stad i Altmarkkreis Salzwedel i förbundslandet Sachsen-Anhalt i Tyskland.
De tidigare kommunerna Klötze, Dönitz, Immekath, Jahrstedt, Kunrau, Kusey, Neuendorf, Neuferchau, Ristedt, Schwiesau, Steimke och Wenze uppgick i den nya staden Klötze den 1 januari 2010.